# Museo d’arte della fondazione Pagliara
Museo d’arte della fondazione Pagliara – muzeum sztuki w Neapolu, we Włoszech, będące częścią Uniwersytetu Sztuki im. Orsola Benincasa w Neapolu (Università degli Studi „Suor Orsola Benincasa).
Muzeum jest częścią Instytutu Suor Orsola Benincasa, jednej z najważniejszych instytucji kulturalnych w Neapolu. Jego zbiory są zamknięte dla publiczności. Instytut wszedł w posiadanie obrazów w 1947 roku za sprawą darowizny jaką uczynił zmarły Rocco Pagliara, neapolitański pisarz. Obecnie kolekcja składa się z obrazów włoskich i zagranicznych, ceramiki, grafiki i tkanin. Wśród najcenniejszych eksponatów należą: obraz El Greca Święty Franciszek otrzymujący stygmaty, portret Giuseppe Bonito, obrazy Carota, Luki Giordana, De Mura czy Cavallina.